# Francuska Demokratyczna Konfederacja Pracy
Francuska Demokratyczna Konfederacja Pracy (fr. Confédération française démocratique du travail, CFDT) – francuska centrala związkowa, jedna z pięciu największych konfederacji związków zawodowych we Francji. W 2023 należało do niej nieco ponad 600 000 członków, co czyniło ją drugą co do wielkości centralą związkową w kraju.

## Historia
CFDT ma swoje korzenie w ruchu chrześcijańskich związków zawodowych. Powstała w 1919 pod nazwą Chrześcijańska Konfederacja Francuskich Pracowników (CFTC).
Wewnątrz organizacji działał ruch Odbudowy, początkowo stanowiący mniejszość, który prowadził kampanię na rzecz lewicowego, socjalistycznego i demokratycznego ruchu robotniczego, nie będąc jednocześnie marksistowskim i wbrew traktatom europejskim ocenianym jako przywracający kapitalistyczną Europę pod pozorem chrześcijańskiej demokracji. Tendencja ta zakorzeniła się po II wojnie światowej w zagłębiach górniczo-hutniczych.
Ruch Odbudowy prowadziła wewnętrzną debatę na rzecz „dekonfesjonalizacji” władzy centralnej, co oznaczało także większą autonomię wobec kręgów politycznych i religijnych. Pod przewodnictwem Eugène’a Descampsa, który został sekretarzem generalnym CFTC, tendencja ta stała się większością w roku 1961.
Rozłam w związku nastąpił w 1964 na nadzwyczajnym kongresie, który odbył się w Palais des Sports w Paryżu w dniach 6 i 7 listopada, kiedy przekształcono CFTC w CFDT. Mniejszość (około 10% związku), w szczególności Joseph Sauty utrzymywało dotychczasowe CFTC.
CFDT zaostrzyło krytykę kapitalizmu i zaczęło częściej powoływać się na idee marksistowskie. Zaczęto coraz częściej przywoływać się na koncepcję samorządności pracownicznej. Postrzegano go jako alternatywę dla kapitalizmu, ale także socjalizmu państwowego. Utrzymywano bliskie stosunki z przedstawicielami Partii Socjalistycznej (PS).
CFDT po raz ostatni wezwała do głosowania na socjalistów w wyborach prezydenckich w 1981. Zdystansowała się również od samorządności: teoretycy tacy jak Pierre Rosanvallon (doradca ekonomiczny CFDT, a następnie doradca polityczny Edmonda Maire'a) snują nawet teorie na temat nowej wizji związku, skierowanej w stronę liberalizmu. W efekcie tych zmian w CFDT doszło do rozłamu w 1988, kiedy bardziej radykalni działacze odłączyli się i założyli związek Sud-PTT.

### Kontakt z Solidarnością
Po wybuchu w Polsce w sierpniu 1980 głośnych strajków, wedle słów działacza CFDT Jeana-Francois Noëla, jego związek miał początkowo zignorować te wydarzenia. Dopiero 26 sierpnia do Stoczni Gdańskiej udał się inny działacz Claude Sardais, gdzie wygłosił przemowę. Wyraził sympatię dla polskich robotników i powiedział, że CFDT wspiera ich dążenia i akcję strajkową. Przekazał również pieniądze – 11 000 franków – jako pierwszy gest solidarności finansowej.
CFDT regularnie udzielała działaczom Niezależnego Samorządnego Związku Zawodowego „Solidarność”, jak i samemu związkowi, pomocy materialnej. Była również francuską organizacją najściślej współpracującą z Solidarnością.